# 門多塔海茨 (明尼蘇達州)
門多塔海茨（英語：Mendota Heights）是一個位於美國明尼蘇達州達科他縣的城市。

## 人口
根據2020年美國人口普查的數據，門多塔海茨的面積為26.02平方千米，當中陸地面積為23.50平方千米，而水域面積為2.52平方千米。當地共有人口11744人，而人口密度為每平方千米451人。